# Andrea Beccari
Andrea Beccari (Moncalieri, 12 giugno 1978) è un ex nuotatore italiano.

## Carriera
È stato uno stileliberista che ha avuto successo, sia in Italia che con la nazionale soprattutto nelle staffette. Ha esordito alle universiadi di Palma di Maiorca del luglio 1999 con un secondo posto nella 4 × 100 m stile libero e un terzo nella 4 × 200 m. ai successivi europei in agosto ha nuotato in finale nei 200 m stile e con la staffetta 4 × 200 m è arrivato secondo in finale dietro la squadra olandese, ma entrambe sono state squalificate.
Nel 2000 ha partecipato ai mondiali in vasca da 25 metri e agli europei di Helsinki, quindi è arrivata la convocazione per i Giochi olimpici di Sydney dove con Matteo Pelliciari, Emiliano Brembilla e Massimiliano Rosolino nuota la finale della 4 × 200 m stile libero arrivando quarto. Fa parte delle staffette anche l'anno dopo ai mondiali di Fukuoka di luglio: nuota in batteria con la 4 × 100 m stile libero che andrà in finale, quindi con la 4 × 200 m vince la sua medaglia più importante: con Brembilla, Pelliciari e Rosolino è argento dietro la squadra australiana con 7'10"86, nuovo primato europeo. Alle universiadi di Pechino di fine agosto vince il suo primo oro nella 4 × 200 m ed è finalista anche con la 4 × 100 m stile libero.
Inizia la stagione 2001 / 2002 ad Anversa agli europei in vasca corta dove va in finale nei 200 m stile, quindi a fine luglio 2002 viene convocato per  gli europei di Berlino, dove ha vinto un bronzo nuotando in batteria la 4 × 100 m che è arrivata terza in finale. Nel 2003 partecipa alla sua terza universiade a Taegu e là vince un altro bronzo con la 4 × 200 m. L'anno dopo nuota nei suoi ultimi campionati europei nelle batterie con la 4 × 200 m che ha vinto l'oro in finale. Ha concluso la sua carriera con la nazionale avendo la soddisfazione di partecipare ai suoi secondi Giochi olimpici ad Atene.
Dopo essere stato senza particolari acuti in forza a RN Torino e Larus Nuoto, nella stagione 2005/2006, trova l'accordo con la società varesina Ispra Nuoto, trasferendosi a Bergamo. Qui ritrova il compagno in azzurro Emiliano Brembilla e l'allenatore Riccardo Siniscalco.  Del gruppo fanno parte anche il piacentino Andrea Frovi e il cremonese Stefano Fedeli.
Ai Primaverili di Riccione, arriva quarto nei 200 sl con 1'49"96 e contribuisce al quarto posto della 4x200 dell'Ispra Nuoto. Tuttavia, nonostante questo ottimo risultato, non viene convocato per gli Europei di Budapest. L'anno successivo si ritira definitivamente dall'attività agonistica.

## Palmarès
- re = record europeo

| Giochi olimpici              | 200 m st. libero          | 4 × 100 m st. libero              | 4 × 200 m st. libero                      |
| 2000 Sydney Australia        | ---                       | ---                               | 4º - 7'12"91 frazione: 1'49"67            |
| 2004 Atene Grecia            | 46º in batteria 1'54"00   | ---                               | ---                                       |
| Campionati del mondo         | 200 m st. libero          | 4 × 100 m st. libero              | 4 × 200 m st. libero                      |
| 2001 Fukuoka Giappone        | ---                       | 5º - 3'19"37 nuota in batteria    | Argento: 7'10"86 - re frazione: 1'47"97   |
| Mondiali in vasca corta      | 200 m st. libero          | 4 × 100 m st. libero              | 4 × 200 m st. libero                      |
| 2000 Atene Grecia            | elim. in batteria 1'51"58 | ---                               | ---                                       |
| Campionati europei           | 200 m st. libero          | 4 × 100 m st. libero              | 4 × 200 m st. libero                      |
| 1999 Istanbul Turchia        | 8º 1'51"77                | ---                               | squalif. (2º) - 7'19"10 frazione: 1'49"65 |
| 2000 Helsinki Finlandia      | 11º in semifinale 1'51"90 | 4º - 3'20"39 nuota in batteria    | ---                                       |
| 2002 Berlino Germania        | ---                       | Bronzo: 3'18"20 nuota in batteria | ---                                       |
| 2004 Madrid Spagna           | ---                       | ---                               | Oro: 7'11"93 nuota in batteria            |
| Europei in vasca corta       | 50 m st. libero           | 200 m st. libero                  | 4 × 50 m st. libero                       |
| 2001 Anversa Belgio          | 25º in batteria 22"77     | 6º 1'45"59                        | 7º - 1'38"79 frazione: 22"07              |
| Universiadi                  | ---                       | 4 × 100 m st. libero              | 4 × 200 m st. libero                      |
| 1999 Palma di Maiorca Spagna | ---                       | Argento: 3'23"60 :                | Bronzo: 7'30"35 :                         |
| 2001 Pechino Cina            | ---                       | 4º - 3'21"08 :                    | Oro: 7'20"34 :                            |
| 2003 Taegu Corea del Sud     | ---                       | ---                               | Bronzo: 7'20"92 frazione: 1'49"43         |

Campionati italiani
1 titolo in staffetta
- 1 nella staffetta 4 × 200 m stile libero

nd = non disputata
| Anno | Edizione    | st. libero 100 m | st. libero 200 m | st. libero 4 × 50 m | st. libero 4 × 100 m | st. libero 4 × 200 m | mista 4 × 100 m |
| ---- | ----------- | ---------------- | ---------------- | ------------------- | -------------------- | -------------------- | --------------- |
| 1997 | Primaverili | -                | -                | nd                  | -                    | 3                    | -               |
| 1998 | Primaverili | -                | 2                | nd                  | -                    | -                    | 3               |
| 1998 | Estivi      | -                | 2                | nd                  | -                    | -                    | -               |
| 1998 | Invernali   | -                | 3                | nd                  | nd                   | nd                   | nd              |
| 1999 | Primaverili | -                | -                | nd                  | -                    | 3                    | -               |
| 1999 | Estivi      | -                | 2                | nd                  | -                    | 2                    | -               |
| 2000 | Primaverili | -                | 3                | nd                  | -                    | 2                    | -               |
| 2000 | Invernali   | 3                | -                | 2                   | nd                   | nd                   | nd              |
| 2001 | Primaverili | -                | 3                | nd                  | 2                    | 1                    | -               |
| 2004 | Primaverili | -                | 3                | nd                  | -                    | -                    | -               |
| 2005 | Estivi      | -                | -                | nd                  | 3                    | -                    | -               |